# Amparo Rivelles
María Amparo Rivelles y Ladrón de Guevara (Madrid, 11 de fevereiro de 1925 – 7 de novembro de 2013) foi uma atriz espanhola que atuou no teatro, no cinema e na televisão.
Morreu no dia 7 de novembro de 2013, aos 88 anos.